# Province de Bologne
Pour les articles homonymes, voir Bologne (homonymie).
La province de Bologne est une ancienne province italienne, dans la région d'Émilie-Romagne, dont le chef-lieu était Bologne. Elle est remplacée par la ville métropolitaine de Bologne le 1er janvier 2015.

## Géographie
D'une superficie de 3 703 kilomètres carrés, son territoire correspondait exactement à celui de la ville métropolitaine de Bologne, qui lui a succédé.

## Histoire
Créée en 1859, la province cesse d'exister le 31 décembre 2014. Elle est remplacée par la ville métropolitaine de Bologne sur le même territoire.

## Communes principales
- Bologne - 373 170 habitants
- Imola - 66 842 habitants
- Casalecchio di Reno - 34 687 habitants
- San Lazzaro di Savena - 30 200 habitants
- San Giovanni in Persiceto - 25 906 habitants

### Ethnies et minorités étrangères
Selon les données de l’Institut national de statistique (ISTAT) au 1er janvier 2011, la population étrangère résidente était de 102 809 personnes soit 10,4 % de la population totale.
Les nationalités majoritairement représentées étaient :
| Pos. | Pays      | Population |
| ---- | --------- | ---------- |
| 1    | Roumanie  | 17 720     |
| 2    | Maroc     | 14 817     |
| 3    | Albanie   | 7 559      |
| 4    | Moldavie  | 6 261      |
| 5    | Ukraine   | 5 427      |
| 6    | Pakistan  | 5 287      |
| 7    | Chine     | 4 375      |
| 8    | Tunisie   | 4 211      |
| 9    | Pologne   | 2 693      |
| 10   | Sri Lanka | 1 917      |